# Кларк Кент (Вселенная DC)
1. перенаправление Супермен#Вселенная DC